# Ligny-sur-Canche British Cemetery
Ligny-sur-Canche British Cemetery is een begraafplaats gelegen in de Franse plaats Ligny-sur-Canche (Pas-de-Calais). De militaire graven worden onderhouden door de Commonwealth War Graves Commission.
De begraafplaats telt 80 geïdentificeerde Gemenebest graven uit de Eerste Wereldoorlog.